# Iryna Tschunychowska
Iryna Wolodymyriwna Tschunychowska (ukrainisch Ірина Володимирівна Чуниховська, wiss. Transliteration Iryna Volodymyrivna Čunychovsʹka; * 16. Juli 1967) ist eine ehemalige sowjetische Seglerin aus der Ukraine.

## Erfolge
Iryna Tschunychowska nahm an den Olympischen Spielen 1988 in Seoul in der 470er Jolle teil. Gemeinsam mit Laryssa Moskalenko wurde sie mit 45,4 Gesamtpunkten Dritte hinter den US-Amerikanerinnen Allison Jolly und Lynne Jewell sowie Marit Söderström und Birgitta Bengtsson aus Schweden. Der siebte Platz in der letzten Wettfahrt sicherte ihnen die Bronzemedaille, da sie bei einem schlechteren Ergebnis als dem achten Platz noch hinter das finnische Boot zurückgefallen wären.